# Karima, Sudan
Karima (tiếng Ả Rập: كريمة) là một thị trấn ở miền bắc Sudan. Nó nằm cách thủ đô Khartoum 400 km, trên một khúc quanh của sông Nin.

## Khí hậu
Karima có khí hậu sa mạc nóng (phân loại khí hậu Köppen BWh).
| Dữ liệu khí hậu của Karima, Sudan        | Dữ liệu khí hậu của Karima, Sudan | Dữ liệu khí hậu của Karima, Sudan | Dữ liệu khí hậu của Karima, Sudan | Dữ liệu khí hậu của Karima, Sudan | Dữ liệu khí hậu của Karima, Sudan | Dữ liệu khí hậu của Karima, Sudan | Dữ liệu khí hậu của Karima, Sudan | Dữ liệu khí hậu của Karima, Sudan | Dữ liệu khí hậu của Karima, Sudan | Dữ liệu khí hậu của Karima, Sudan | Dữ liệu khí hậu của Karima, Sudan | Dữ liệu khí hậu của Karima, Sudan | Dữ liệu khí hậu của Karima, Sudan |
| Tháng                                    | 1                                 | 2                                 | 3                                 | 4                                 | 5                                 | 6                                 | 7                                 | 8                                 | 9                                 | 10                                | 11                                | 12                                | Năm                               |
| ---------------------------------------- | --------------------------------- | --------------------------------- | --------------------------------- | --------------------------------- | --------------------------------- | --------------------------------- | --------------------------------- | --------------------------------- | --------------------------------- | --------------------------------- | --------------------------------- | --------------------------------- | --------------------------------- |
| Cao kỉ lục °C (°F)                       | 37.3 (99.1)                       | 41.6 (106.9)                      | 45.5 (113.9)                      | 46.6 (115.9)                      | 48.0 (118.4)                      | 48.1 (118.6)                      | 47.5 (117.5)                      | 46.6 (115.9)                      | 46.6 (115.9)                      | 44.7 (112.5)                      | 40.8 (105.4)                      | 37.5 (99.5)                       | 48.1 (118.6)                      |
| Trung bình ngày tối đa °C (°F)           | 28.0 (82.4)                       | 30.5 (86.9)                       | 34.7 (94.5)                       | 38.8 (101.8)                      | 42.0 (107.6)                      | 43.4 (110.1)                      | 41.9 (107.4)                      | 41.4 (106.5)                      | 42.1 (107.8)                      | 39.2 (102.6)                      | 33.2 (91.8)                       | 29.4 (84.9)                       | 37.0 (98.6)                       |
| Trung bình ngày °C (°F)                  | 19.1 (66.4)                       | 22.0 (71.6)                       | 26.0 (78.8)                       | 30.1 (86.2)                       | 33.5 (92.3)                       | 35.1 (95.2)                       | 34.5 (94.1)                       | 34.4 (93.9)                       | 34.6 (94.3)                       | 31.5 (88.7)                       | 25.6 (78.1)                       | 21.6 (70.9)                       | 29.0 (84.2)                       |
| Tối thiểu trung bình ngày °C (°F)        | 11.9 (53.4)                       | 13.5 (56.3)                       | 17.3 (63.1)                       | 21.5 (70.7)                       | 25.1 (77.2)                       | 26.9 (80.4)                       | 27.0 (80.6)                       | 27.1 (80.8)                       | 27.1 (80.8)                       | 23.8 (74.8)                       | 18.0 (64.4)                       | 13.8 (56.8)                       | 21.1 (70.0)                       |
| Thấp kỉ lục °C (°F)                      | 3.6 (38.5)                        | 3.8 (38.8)                        | 7.5 (45.5)                        | 10.0 (50.0)                       | 16.7 (62.1)                       | 19.5 (67.1)                       | 20.7 (69.3)                       | 21.0 (69.8)                       | 19.0 (66.2)                       | 13.2 (55.8)                       | 7.7 (45.9)                        | 5.5 (41.9)                        | 3.6 (38.5)                        |
| Lượng Giáng thủy trung bình mm (inches)  | 0.0 (0.0)                         | 0.0 (0.0)                         | 0.0 (0.0)                         | 0.0 (0.0)                         | 0.1 (0.00)                        | 0.1 (0.00)                        | 7.7 (0.30)                        | 11.4 (0.45)                       | 1.1 (0.04)                        | 0.3 (0.01)                        | 0.0 (0.0)                         | 0.0 (0.0)                         | 20.7 (0.81)                       |
| Số ngày giáng thủy trung bình (≥ 0.1 mm) | 0.1                               | 0.0                               | 0.0                               | 0.0                               | 0.2                               | 0.2                               | 1.0                               | 1.7                               | 0.5                               | 0.1                               | 0.0                               | 0.0                               | 3.8                               |
| Độ ẩm tương đối trung bình (%)           | 30                                | 23                                | 19                                | 17                                | 16                                | 17                                | 24                                | 29                                | 22                                | 23                                | 29                                | 33                                | 23.5                              |
| Số giờ nắng trung bình tháng             | 316.2                             | 296.8                             | 325.5                             | 324.0                             | 328.6                             | 312.0                             | 322.4                             | 300.7                             | 282.0                             | 319.3                             | 303.0                             | 288.3                             | 3.718,8                           |
| Phần trăm nắng có thể                    | 91                                | 92                                | 86                                | 86                                | 84                                | 79                                | 79                                | 79                                | 76                                | 87                                | 94                                | 93                                | 86                                |
| Nguồn: NOAA                              |                                   |                                   |                                   |                                   |                                   |                                   |                                   |                                   |                                   |                                   |                                   |                                   |                                   |

## Nhân khẩu
Dưới đây là dân số Karima qua các năm:
| Năm                    | Dân số |
| ---------------------- | ------ |
| 1973 (điều tra dân số) | 7.118  |
| 1983 (điều tra dân số) | 10.459 |
| 2012 (ước tính)        | 13.981 |

Các dân tộc chính trong thị trấn là Nubia và Shaigiya, một bộ tộc bị Ả Rập hóa.

## Kinh tế

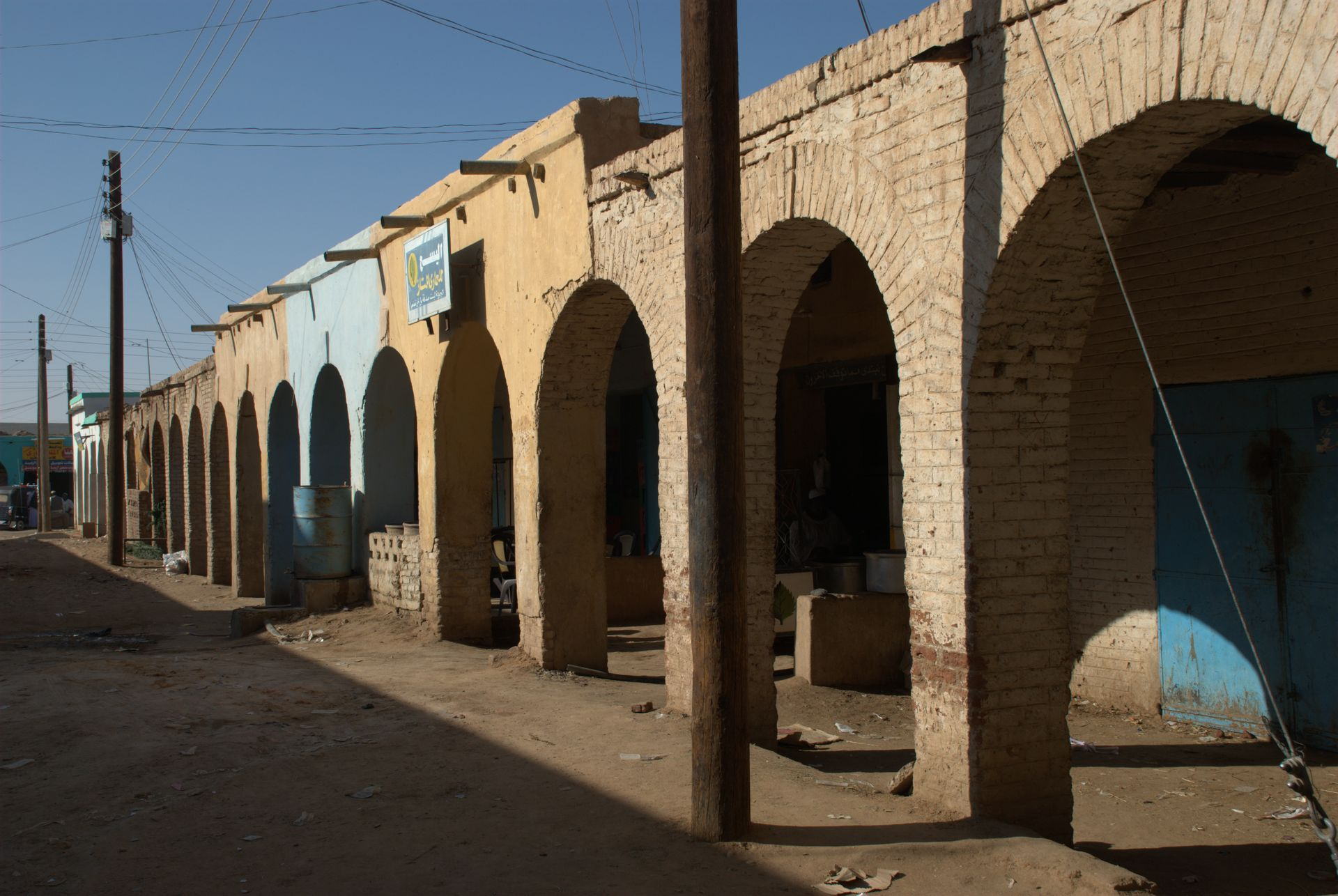
Khu chợ ở Karima

Karima có một khu chợ. Các sản phẩm nông nghiệp chính của thị trấn là cà chua, nho khô, chà là và ngũ cốc. Một nhà máy đóng hộp (thành lập năm 1963) và xưởng sửa chữa tàu thủy từng tồn tại trong khu vực này, tuy nhiên hiện nay chúng không còn hoạt động nữa.

## Giao thông
Karima có một nhà ga thuộc hệ thống đường sắt toàn quốc của Sudan. Thị trấn cũng được nối với Dongola, Atbara và Khartoum bằng đường bộ.